# Landtagswahlkreis Lörrach
Der Landtagswahlkreis Lörrach (Wahlkreis 58) ist ein Landtagswahlkreis im Südwesten von Baden-Württemberg. Er umfasste bei der Landtagswahl 2021 die Gemeinden Aitern, Bad Bellingen, Binzen, Böllen, Efringen-Kirchen, Eimeldingen, Fischingen, Fröhnd, Grenzach-Wyhlen, Häg-Ehrsberg, Hasel, Hausen im Wiesental, Inzlingen, Kleines Wiesental (2009 entstanden aus dem Zusammenschluss der Gemeinden Bürchau, Elbenschwand, Neuenweg, Raich, Sallneck, Tegernau, Wies und Wieslet), Lörrach, Maulburg, Rümmingen, Schallbach, Schönau im Schwarzwald, Schönenberg, Schopfheim, Steinen, Todtnau, Tunau, Utzenfeld, Weil am Rhein, Wembach, Wieden, Wittlingen und Zell im Wiesental aus dem Landkreis Lörrach.
Die Grenzen der Landtagswahlkreise wurden nach der Kreisgebietsreform von 1973 zur Landtagswahl 1976 grundlegend neu zugeschnitten und seitdem nur punktuell geändert. Zum Wahlkreis Lörrach gehörten zunächst die meisten Gemeinden des Landkreises Lörrach, ausgenommen waren die Gemeinden Rheinfelden und Schwörstadt. Infolge überdurchschnittlichen Bevölkerungswachstums wurde zur Landtagswahl 2011 eine Verkleinerung des Wahlkreises notwendig. Deswegen wurden die Gemeinden Kandern, Malsburg-Marzell und Schliengen dem benachbarten Wahlkreis Breisgau zugeordnet.

## Wahl 2021
Die Landtagswahl 2021 hatte folgendes Ergebnis:
| Direktkandidat    | Partei       | Stimmen in % | Landtagswahl 2016 Stimmen in % |
| ----------------- | ------------ | ------------ | ------------------------------ |
| Josha Frey        | Grüne        | 35,8         | 31,7                           |
| Christof Nitz     | CDU          | 21,4         | 25,2                           |
| Dubravko Mandic   | AfD          | 7,9          | 13,2                           |
| Jonas Hoffmann    | SPD          | 12,6         | 16,7                           |
| Felix Düster      | FDP          | 10,3         | 6,5                            |
| Jörg Uwe Sanio    | DIE LINKE    | 3,0          | 2,7                            |
| Kilian Kronimus   | ödp          | 0,6          | 0,6                            |
| Martin Rupp       | Die PARTEI   | 1,9          | 0,7                            |
| Nadja Lützel      | Freie Wähler | 2,4          | –                              |
| Bernhard Heyl     | Bündnis C    | 0,7          | –                              |
| Dietmar Ferger    | dieBasis     | 1,4          | –                              |
| Samira Böhmisch   | KlimalisteBW | 1,3          | –                              |
| Hansjörg Pfründer | WiR2020      | 0,7          | –                              |
| –                 | Sonstige     | –            | 2,7                            |

## Wahl 2016
Die Landtagswahl 2016 hatte folgendes Ergebnis:
| Direktkandidat       | Partei     | Stimmen in % | Landtagswahl 2011 Stimmen in % |
| -------------------- | ---------- | ------------ | ------------------------------ |
| Josha Frey           | Grüne      | 31,7         | 28,0                           |
| Ulrich Lusche        | CDU        | 25,2         | 31,8                           |
| Rainer Stickelberger | SPD        | 16,7         | 27,7                           |
| Wolfgang Fuhl        | AfD        | 13,2         | –                              |
| Manuel Karcher       | FDP        | 6,5          | 4,9                            |
| Matteo Di Prima      | DIE LINKE  | 2,7          | 2,7                            |
| Alexander Wallroth   | ALFA       | 1,0          | –                              |
| Sabine Schumacher    | Piraten    | 0,8          | 1,9                            |
| Fabian Walz          | Die PARTEI | 0,7          | –                              |
| Kilian Kronimus      | ÖDP        | 0,6          | –                              |
| Andreas Boltze       | NPD        | 0,5          | 0,9                            |
| Bruno Granser        | REP        | 0,4          | 1,3                            |

## Wahl 2011
Die Landtagswahl 2011 hatte folgendes Ergebnis:
| Direktkandidat       | Partei    | Stimmen in % | Landtagswahl 2006 Stimmen in % |
| -------------------- | --------- | ------------ | ------------------------------ |
| Ulrich Lusche        | CDU       | 31,8         | 38,7                           |
| Rainer Stickelberger | SPD       | 27,7         | 32,2                           |
| Josha Frey           | Grüne     | 28,0         | 11,8                           |
| Heidi Thron          | FDP       | 04,9         | 09,7                           |
| Günter Gent          | DIE LINKE | 02,7         | WASG: 3,0                      |
| Max Kehm             | Piraten   | 01,9         | –                              |
| Wolfgang Meier       | REP       | 01,3         | 02,3                           |
| Günther Ragg         | NPD       | 00,9         | 00,7                           |
| Hans-Werner Kuchta   | PBC       | 00,8         | 01,1                           |
| –                    | Sonstige  | −            | 00,4                           |

## Wahl 2006
Die Landtagswahl 2006 hatte folgendes Ergebnis:
| Direktkandidat       | Partei | Stimmen in % | Landtagswahl 2001 Stimmen in % |
| -------------------- | ------ | ------------ | ------------------------------ |
| Ulrich Lusche        | CDU    | 38,2         | 37,3                           |
| Rainer Stickelberger | SPD    | 31,6         | 41,6                           |
| Werner Bundschuh     | FDP    | 10,8         | 7,7                            |
| Josha Frey           | Grüne  | 12,0         | 08,3                           |
| Manfred Jannikoy     | WASG   | 02,9         | –                              |
| Wolfgang Meier       | REP    | 02,3         | 03,3                           |
| Hans-Werner Kuchta   | PBC    | 01,2         | 01,2                           |
| Werner Seitz         | NPD    | 00,7         | –                              |
| Heinz Zimmermann     | ödp    | 00,4         | 00,6                           |

## Abgeordnete seit 1976
Bei den Landtagswahlen in Baden-Württemberg hat jeder Wähler nur eine Stimme, mit der sowohl der Direktkandidat als auch die Gesamtzahl der Sitze einer Partei im Landtag ermittelt werden. Dabei gibt es keine Landes- oder Bezirkslisten, stattdessen werden zur Herstellung des Verhältnisausgleichs unterlegenen Wahlkreisbewerbern Zweitmandate zugeteilt.
Den Wahlkreis Lörrach vertraten seit 1976 folgende Abgeordnete im Landtag:
| Partei | Art des Mandats | Gewählte |
| ------ | --------------- | --- |
| CDU    | Erstmandat      | Wilhelm Jung 1976 Heinz Eyrich 1980, 1984, 1988 Martin Zeiher 1996 Ulrich Lusche 2006, 2011                 |
| SPD    | Erstmandat      | Peter Reinelt 1992 Rainer Stickelberger 2001                                                                |
| SPD    | Zweitmandat     | Peter Reinelt 1976, 1980, 1984, 1988, 1996 Rainer Stickelberger 2006, 2011, 2016 Jonas Hoffmann 2021        |
| Grüne  | Erstmandat      | Josha Frey 2016, 2021, Mandat niedergelegt am 31. Dezember 2023 Sarah Hagmann nachgerückt am 1. Januar 2024 |
| Grüne  | Zweitmandat     | Josha Frey 2011                                                                                             |

In der Zeit seit 1976 ist der Wahlkreis Lörrach der einzige nicht-großstädtische Landtagswahlkreis in Baden-Württemberg, der von der SPD direkt gewonnen werden konnte.